# Индийско-кирибатийские отношения
Индийско-кирибатийские отношения — двусторонние дипломатические отношения между Индией и Кирибати. Высшая комиссия Индии в Суве, Фиджи, одновременно аккредитована в Кирибати. Кирибати имеет почётное консульство в Нью-Дели.
Индия и Кирибати являются республиками Содружества наций.

## История
Дипломатические отношения между Индией и Кирибати были установлены 6 августа 1985 года. Верховная комиссия Индии в Веллингтоне, Новая Зеландия, одновременно была аккредитована в Кирибати с сентября 1992 по октябрь 2011 года, когда она была передана Верховной комиссии Индии в Суве, Фиджи.
Кирибати поддерживало кандидатуры Индии в различных международных организациях и было одной из 34 стран, соавторов резолюции G-4 о реформе Организации Объединённых Наций (ООН) в 2005 году. Министр финансов и экономического развития Натан Тиве и заместитель секретаря министерства иностранных дел и иммиграции Териата Мвемвеникеаки посетили Нью-Дели в феврале 2011 года для участия в совещании министров на тему «Использование позитивного вклада сотрудничества Юг-Юг в развитие наименее развитых стран».
Президент Кирибати Аноте Тонг принял участие в 12-м Саммите по устойчивому развитию, который проходил в Нью-Дели с 1 по 3 февраля 2012 года. 31 января — 2 февраля 2013 года он снова посетил Индию для участия в 13-м саммите. Вице-президент Теимва Онорио посетила Нью-Дели 23—25 октября 2013 года для участия во Втором совещании высокого уровня (HLM) по сотрудничеству Юг-Юг в области прав ребёнка в Азиатско-Тихоокеанском регионе. Советник правительства Кирибати по вопросам Азии Тикоа Лута возглавил делегацию острова Кирибати для участия во 2-м Саммите Форума по сотрудничеству между Индией и тихоокеанскими островами (FIPIC), состоявшемся в Джайпуре 21 августа 2015 года.
Страна является членом Форума тихоокеанских островов, официальным партнёром по диалогу которого является Индия. Двусторонние отношения получили импульс после инициирования Форума сотрудничества Индии и тихоокеанских островов правительством премьер-министра Индии Нарендры Моди в 2014 году. Делегация Маршалловых Островов во главе с президентом Кирибати Аноте Тонгом приняла участие в первом саммите Индийского форума тихоокеанских островных стран (FIPIC), организованном в Суве, Фиджи, 19 ноября 2014 года премьер-министром Моди. Тонг также провёл двусторонние переговоры с премьер-министром Моди.

## Торговля
Двусторонняя торговля между Индией и Кирибати выросла с 0,26 млн. $ в 1996—1997 годах до 1,01 млн. $ США в 2014—2015 годах. Торговля немного снизилась до 0,94 млн. $ в 2015—2016 годах, при этом Индия не импортировала из Кирибати в тот финансовый год. В 2014—2015 годах Индия экспортировала товаров на Кирибати на сумму 1 млн. $, и единственным импортом из Кирибати были пластмассы на сумму 10 000 $. Основными товарами, экспортируемыми Индией в Кирибати, являются сахар и кондитерские изделия, пластмассы, фармацевтические препараты и запчасти для нежелезнодорожных транспортных средств.
На 2-м саммите FIPIC премьер-министр Моди объявил, что торговый офис FIPIC будет открыт в помещении FICCI в Нью-Дели. Торговый офис, получивший название FIPIC Business Accelerator, был официально открыт 7 сентября 2015 года. Конфедерация индийской промышленности (CII) также создала специальный отдел в своей штаб-квартире в Нью-Дели, который занимается расширением торговли с островными странами Тихого океана.

## Иностранная помощь
В марте 2006 года Индия пожертвовала протезные и ортодонтические компоненты и материалы на сумму почти 16 000 австралийских долларов Реабилитационному центру Центральной больницы Тунгару и в феврале 2008 года предоставила субвенцию в размере 137 000 австралийских долларов на модернизацию печатного станка правительства Кирибати. В июне 2009 года была предоставлена субсидия на приобретение генератора мощностью 500 кВт и воздушных кабелей на острове Киримати в размере 316 000 австралийских долларов, в декабре 2012 года 26 000 $ на приобретение грузовика для сбора вишни и 135 000 $ США на ремонт 3 клиник.
В 2006 году Индия объявила, что будет предоставлять субсидию в размере 100 000 $ ежегодно каждой из 14 тихоокеанских островных стран, включая Кирибати, на встрече партнёров по диалогу после форума. С 2009 года сумма была увеличена до 125 000 $ в год. На первом саммите FIPIC 19 ноября 2014 года премьер-министр Нарендра Моди объявил о многочисленных шагах, которые Индия предпримет для улучшения отношений со странами тихоокеанских островов, включая Маршалловы острова, таких как ослабление визовой политики, увеличение субсидий для островных стран Тихого океана до 200 000 $ в год, а также ряд мер по увеличению двусторонней торговли и помощи в развитии тихоокеанских островных стран.
Республика Кирибати была одной из стран, выбранных правительством Индии для реализации своего проекта компьютерного образования «Отверстие в стене», в рамках которого будут установлены компьютеры для использования детьми острова Кирибати.
Граждане Кирибати имеют право на получение стипендий в рамках Индийской программы технического и экономического сотрудничества и Индийского совета по культурным связям. Дипломаты из Кирибати приняли участие в специальном учебном курсе для дипломатов из тихоокеанских островных стран, организованном Институтом дипломатической службы на Фиджи и Палау в мае 2015 года.